# チョーリーFC
チョーリー・フットボール・クラブ（Chorley Football Club）は、イングランド、ランカシャー、チョーリーを本拠地とするサッカークラブチームである。2021-2022シーズンはナショナルリーグ・ノース（6部相当）に所属。

## 概要
1883年創設。元々は1875年に創設されたラグビーユニオンクラブだったが、1883年にサッカークラブに移行している。1894-1895シーズンにランカシャーリーグに参加。同年にランカシャーFAトロフィーを制し初タイトルを獲得した。

## タイトル

### 国内タイトル
- ノーザンプレミアリーグ・プレミアディヴィジョン:1回

1987-1988
- ランカシャー・コンビネイション:11回

1919-1920,1922-1923,1927-1928,1928-1929,1932-1933,1933-1934,1939-1940,1945-1946,1959-1960,1960-1961,1963-1964,
- ランカシャーリーグ:2回

1896-1897,1898-1899
- ランカシャーFAチャレンジトロフィー:1回

1894,1909,1924,1940,1946,1958,1961,1964,1965,1976,1980,1982,1983,2012

### 国際タイトル
- なし

## 過去の順位
- 2001-02 NPL Div1 13位
- 2002-03 NPL Div1 5位
- 2003-04 NPL Div1 18位
- 2004-05 NPL Div1 16位
- 2005-06 NPL Div1 18位
- 2006-07 NPL Div1 23位 降格
- 2007-08 NPL Div1 North 14位
- 2008-09 NPL Div1 North 14位
- 2009-10 NPL Div1 North 16位
- 2010-11 NPL Div1 North 3位 昇格
- 2011-12 NPL PRE 3位